# 모노키니

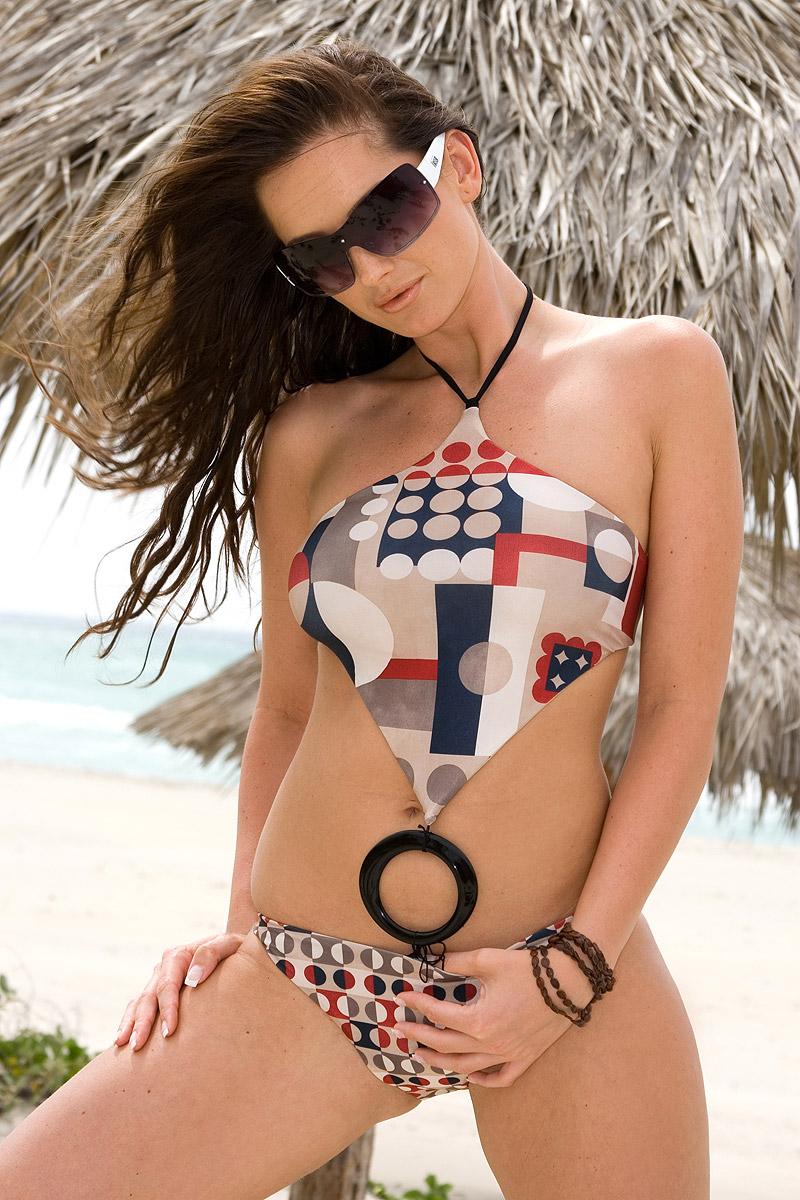
모노키니

모노키니니(영어: monokini)는 앞에서 보면 원피스, 뒤에서 보면 비키니로 보이는 수영복이다.

## 같이 보기
- 비키니